# Winners Don't Use Drugs

Imagen del mensaje.

Winners Don't Use Drugs (en español Los Ganadores No Usan Drogas) fue un eslogan antidrogas que se incluyó en todas las máquinas recreativas en los Estados Unidos entre 1989 y 2000. El mensaje se mostró en el llamado attract mode, que es la forma en que se presenta el juego sin estar en la parte jugable.
El mensaje se acredita al Director del FBI William S. Sessions en un acuerdo de agencia con la AAMA (American Amusement Machine Association) y otros 20 distribuidores de máquinas. El eslogan apareció por primera vez el 10 de enero de 1989 y se convirtió en un símbolo de los juegos de arcade.